# International Race of Champions 1975/1976
International Race of Champions 1975/1976 (IROC III) kördes över fyra omgångar. A.J. Foyt tog sin första av två raka titlar i IROC. 

## Delsegrare
| Datum        | Bana      | Vinnare       |
| ------------ | --------- | ------------- |
| 13 september | Michigan  | David Pearson |
| 25 oktober   | Riverside | Bobby Unser   |
| 26 oktober   | Riverside | Bobby Allison |
| 13 februari  | Daytona   | Benny Parsons |

## Deltävlingar

### Michigan
| Plats | Förare             |
| ----- | ------------------ |
| 1     | David Pearson      |
| 2     | Bobby Allison      |
| 3     | A.J. Foyt          |
| 4     | Benny Parsons      |
| 5     | Emerson Fittipaldi |
| 6     | Richard Petty      |
| 7     | Brian Redman       |
| 8     | Al Unser           |
| 9     | Mario Andretti     |
| 10    | Jody Scheckter     |
| 11    | James Hunt         |
| 12    | Bobby Unser        |

### Riverside
| Plats | Förare             |
| ----- | ------------------ |
| 1     | Bobby Unser        |
| 2     | A.J. Foyt          |
| 3     | Mario Andretti     |
| 4     | Emerson Fittipaldi |
| 5     | Benny Parsons      |
| 6     | Richard Petty      |
| 7     | Jody Scheckter     |
| 8     | Brian Redman       |
| 9     | Al Unser           |
| 10    | David Pearson      |
| 11    | Bobby Allison      |
| 12    | James Hunt         |

### Riverside 2
| Plats | Förare             |
| ----- | ------------------ |
| 1     | Bobby Allison      |
| 2     | Al Unser           |
| 3     | A.J. Foyt          |
| 4     | Mario Andretti     |
| 5     | Bobby Unser        |
| 6     | James Hunt         |
| 7     | Brian Redman       |
| 8     | David Pearson      |
| 9     | Benny Parsons      |
| 10    | Jody Scheckter     |
| 11    | Richard Petty      |
| 12    | Emerson Fittipaldi |

### Daytona
| Plats | Förare             |
| ----- | ------------------ |
| 1     | Benny Parsons      |
| 2     | A.J. Foyt          |
| 3     | Mario Andretti     |
| 4     | David Pearson      |
| 5     | Al Unser           |
| 6     | Emerson Fittipaldi |
| 7     | Bobby Allison      |
| 8     | Bobby Unser        |
| 9     | Brian Redman       |

## Slutställning
| Plats | Förare             | Dollar |
| ----- | ------------------ | ------ |
| 1     | A.J. Foyt          | 50000  |
| 2     | Mario Andretti     | 25000  |
| 3     | Benny Parsons      | 25000  |
| 4     | Bobby Allison      | 23000  |
| 5     | David Pearson      | 21000  |
| 6     | Al Unser           | 15000  |
| 7     | Bobby Unser        | 16000  |
| 8     | Emerson Fittipaldi | 11000  |
| 9     | Brian Redman       | 10000  |
| 10    | Richard Petty      | 5000   |
| 11    | James Hunt         | 5000   |
| 12    | Jody Scheckter     | 5000   |